# Mysłów (Silésie)
Pour les articles homonymes, voir Mysłów.
Mysłów est une localité polonaise de la gmina de Koziegłowy, située dans le powiat de Myszków en voïvodie de Silésie.